# Johann Fischer von Waldheim
Johann Gotthelf Fischer von Waldheim (13. října 1771 Waldheim – 18. října 1853 Moskva) byl německý a ruský anatom, entomolog a paleontolog.
Narodil se ve Waldheimu. Jeho otec byl tkalcem lnu. Vystudoval medicínu v Lipsku a poté spolu se svým přítelem Alexanderem von Humboldtem odcestoval do Vídně a poté do Paříže. V následujících letech nastoupil profesuru v Mohuči. Nakonec se v roce 1804 stal profesorem přírodopisu a ředitel Přírodovědeckého muzea na Moskevské univerzitě. V srpnu 1805 založil Société des Imperiale Naturalistes de Moskva. V roce 1812 byl zvolen zahraničním čestným členem Americké akademie umění a věd.